# Органічні кислоти
Органічні кислоти (англ. organic acids) — органічні речовини з кислотними властивостями карбоксильної групи -COOH. Сульфокислоти, що містять групу OSO3H, є досить сильними кислотами. Відносна стабільність приєднаної основи кислоти визначає її кислотність. Інші групи також можуть надавати кислотні властивості, зазвичай слабші, наприклад -OH, -SH, енольна і фенольна групи. У біологічних системах органічні кислоти, що містять тільки ці групи, зазвичай кислотами не вважаються.
Органічні кислоти — багатоосновні оксикислоти, що містяться в клітинному соку рослин у вільному стані і у вигляді солей або ефірів. У плодах переважають вільні органічні кислоти, а в інших органах рослин — пов'язані форми. Виявлені яблучна, лимонна, щавлева, винна, саліцилова, хінна, бензойна, валеріанова, бурштинова, кавова і інші кислоти.
Багато органічних кислот знаходиться в плодово-ягідних рослинах: винограді, айві, груші, агрус, журавлині, ожині, аличі, вишні, терні, малині, чорниці, абрикосах, яблуках, смородині чорної, брусниці, ряді цитрусових. Домінують у більшості плодових рослин яблучна, лимонна, винна, саліцилова і щавлева кислоти. Брусниця і журавлина багаті бензойною кислотою.
Відомими прикладами органічних кислот є:
- Оцтова кислота
- Мурашина кислота
- Лимонна кислота
- Щавлева кислота
- Яблучна кислота